# Tan Chong Tee

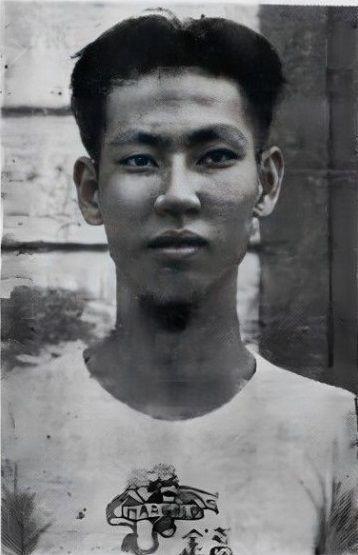
Tan Chong Tee 1936

Tan Chong Tee (* 15. Oktober 1916 in Singapur; † 24. November 2012, auch bekannt als Lim Shu und Tan Tien Soong) war ein Widerstandskämpfer und Badmintonspieler aus Singapur.

## Badminton-Karriere
Tan Chong Tee verzeichnet als seinen größten Erfolg den Sieg im Herreneinzel bei der zweiten Auflage der Malaysia Open 1938. 1936 gewann er die offenen Meisterschaften von Singapur gegen Leow Kim Fatt, 1940 siegte er im Finale gegen Yap Chin Tee mit 15:8 und 15:6. 1936 war er auch am 6:3-Sieg Singapurs über Perak beteiligt, obwohl er sein Einzel gegen Tan Cheng Phor in diesem Mannschaftskampf mit 4:15, 15:9, 12:15 verlor. Auch 1959 war Tan Chong Tee noch aktiv, siegte er doch bei den Veteranenmeisterschaften von Singapur im Doppel mit Ismail Marjan gegen A. Aziz und Lim Cheng Kwee im Finale des Herrendoppels mit 15:11 und 15:6.